# Annabeth Gish

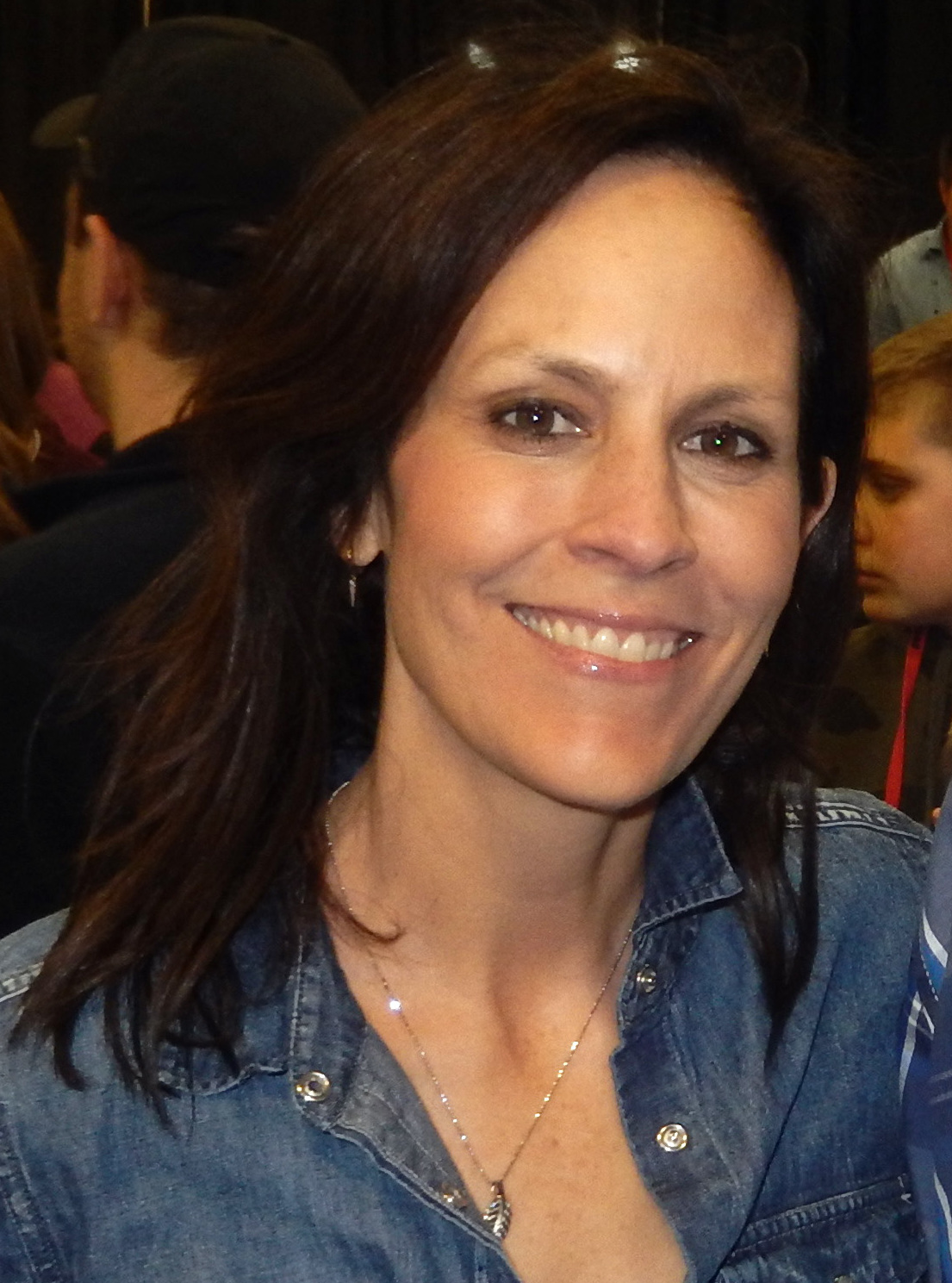
Annabeth Gish

Annabeth Gish (* 13. März 1971 in Albuquerque, New Mexico als Anne Elizabeth Gish) ist eine US-amerikanische Schauspielerin.

## Leben und Karriere
Annabeth Gish ist eine Tochter des Professors der Anglistik Robert Gish und der Lehrerin Judy Gish. Im Alter von zwei Jahren zog sie nach Cedar Falls im US-Bundesstaat Iowa, wo sie aufwuchs. Sie studierte in den Jahren 1989 bis 1993 Anglistik an der Duke University.
Im Jahr 1988 spielte Gish neben Julia Roberts im Film Pizza Pizza – Ein Stück vom Himmel, wofür sie für den Filmpreis Young Artist Award nominiert wurde. 1994 war sie Teil des starbesetzten Ensembles von Wyatt Earp – Das Leben einer Legende um Kevin Costner. In der Fortsetzung von Vom Winde verweht, der Fernsehminiserie Scarlett (1994), spielte sie Anne Butler. In Oliver Stones Nixon-Biopic (1995) stellte sie Julie Nixon Eisenhower dar. Nach mehreren Fernsehfilmen und Nebenrollen in Kinofilmen wie Doppelmord (1999) gehörte sie ab 2001 im letzten Jahr zur Besetzung von Akte X – Die unheimlichen Fälle des FBI. Seit 2003 war sie in sechs Folgen der Serie The West Wing – Im Zentrum der Macht zu sehen, zuletzt im Fernsehfilm Desperation, für die Stephen King das Drehbuch nach seiner eigenen Vorlage verfasste.
Von 2013 bis 2014 übernahm Gish in der FX-Krimiserie The Bridge – America die Rolle der Charlotte Millright.
Gish ist seit 2003 mit dem Stuntman Wade Allen verheiratet. Ihr erster gemeinsamer Sohn kam am 12. Januar 2007 zur Welt. Sie lebt in Beverly Hills. Der zweite gemeinsame Sohn Enzo Edward Allen wurde am 25. Oktober 2008 geboren.

## Filmografie (Auswahl)
- 1987: Inkognito (Hiding Out)
- 1988: Pizza Pizza – Ein Stück vom Himmel (Mystic Pizza)
- 1989: Shag – More Dancing (Shag)
- 1990: Wild Boys
- 1994: Scarlett (Fernsehvierteiler)
- 1994: Wyatt Earp – Das Leben einer Legende (Wyatt Earp)
- 1995: Nixon
- 1995: Last Supper – Die Henkersmahlzeit (The Last Supper)
- 1996: Beautiful Girls
- 1997: Steel Man (Steel)
- 1997: True Women (Fernsehfilm)
- 1997: Mayday – Flug in den Tod (Fernsehfilm)
- 1998: Punk! (SLC Punk!)
- 1999: Doppelmord (Double Jeopardy)
- 2001: Race to Space – Mission ins Unbekannte (Race to Space)
- 2001–2002, 2016–2018: Akte X – Die unheimlichen Fälle des FBI (The X-Files, Fernsehserie, 26 Folgen)
- 2002: Die Hochzeitsfalle (Buying the Cow)
- 2006: Desperation (Stephen King’s Desperation, Fernsehfilm)
- 2006: Die Prophezeiungen von Celestine (The Celestine Prophecy)
- 2006: Candles on Bay Street (Fernsehfilm)
- 2006–2008: Brotherhood (Fernsehserie, 29 Folgen)
- 2009: FlashForward (Fernsehserie, 3 Folgen)
- 2010: Criminal Minds (Fernsehserie, eine Folge)
- 2010: Patricia Cornwell – Gefahr (At Risk, Fernsehfilm)
- 2011: The Chaperone – Der etwas andere Aufpasser (The Chaperone)
- 2011: Texas Killing Fields – Schreiendes Land (Texas Killing Fields)
- 2011: Bag of Bones (Fernsehzweiteiler)
- 2011: Lie to Me (Fernsehserie, Folge 3x11)
- 2011–2012: CSI: Vegas (CSI: Crime Scene Investigation, Fernsehserie, 3 Folgen)
- 2011–2013, 2015: Pretty Little Liars (Fernsehserie, 16 Folgen)
- 2012: Once Upon a Time – Es war einmal … (Once Upon a Time, Fernsehserie, Folge 2x07)
- 2013–2014: The Bridge – America (The Bridge, Fernsehserie, 18 Folgen)
- 2014: Sons of Anarchy (Fernsehserie, 10 Folgen)
- 2014: Parenthood (Fernsehserie, Folge 5x22)
- 2016: Before I Wake
- 2016: Scandal (Fernsehserie, 3 Folgen)
- 2016: Rizzoli & Isles (Fernsehserie, 4 Folgen)
- 2016–2017: Halt and Catch Fire (Fernsehserie, 17 Folgen)
- 2016: Code Black (Fernsehserie, Folge 2x06)
- 2017: Law & Order: Special Victims Unit (Fernsehserie, Folge 19x03)
- 2018: Spuk in Hill House (The Haunting of Hill House, Fernsehserie, 6 Folgen)
- 2018: Charlie Says
- 2019: Rim of the World
- 2020: The Warrant
- 2020: Butter (Butter’s Final Meal)
- 2020: #FreeRayshawn (Fernsehserie, 9 Folgen)
- 2021: Gone Mom
- 2021: Midnight Mass (Miniserie, 7 Folgen)
- 2022: Barry (Fernsehserie, 2 Folgen)
- 2023: Little Dixie
- 2023: All Fun and Games
- 2023: Stay at Conder Beach
- 2023: Mayfair Witches (Fernsehserie, 5 Folgen)
- 2023: Succession (Fernsehserie, 1 Folge)
- 2023: Der Untergang des Hauses Usher (The Fall of the House of Usher, Fernsehserie, 2 Folgen)
- 2024: Ride
- 2024: Pretty Little Liars: Original Sin (Fernsehserie, 7 Folgen)
- 2024: Special Ops: Lioness (Fernsehserie, 2 Folgen)